# Nikon D90
Nikon D90 — цифровий дзеркальний фотоапарат середнього класу компанії Nikon, представлений 27 серпня 2008 року. Являє собою нащадка моделі D80. У модельному ряду Nikon, знаходиться між D80 і D7000.
Незважаючи на те, що на офіційному японському сайті Nikon модель D90 числиться, як знята з виробництва з травня 2011 року, станом на початок 2013 року модель вказана на багатьох інших офіційних сайтах, як актуальна, та позиціонується між моделями D5100 і D5200, з одного боку, і D7000, з іншого, а також є в наявності в магазинах. Вартість версії без об'єктивів на офіційних сайтах — 900 доларів в США.

## Відмінності відNikon D80
Незважаючи на невеликі зміни в конструкції корпусу (лінії стали витонченішими), фотокамера D90 зовні дуже схожа на свою попередницю (ідентичні розміри при більшій вазі новинки). Аналізуючи відмінності двох моделей, можна сказати, що D90 є радше черговим оновленням з деякими ключовими удосконаленнями, ніж повною реконструкцією популярної D80, при цьому в камері присутні всі актуальні і необхідні функції (режим Live View, система очищення матриці від пилу). І, звичайно ж, ще одне нововведення — режим відеозйомки, вперше представлений в цифровій дзеркальній фотокамері.
- 12.3-мегапіксельна CMOS-матриця (D80: 10.2-мегапіксельна CCD-матриця)
- Система захисту від пилу
- Більший і покращений екран (такий як в D3, D300)
- Режим Live View з підтримкою AF з визначенням контрастності
- Режим відеозйомки
- Більший діапазон чутливості ISO, оновлена система автоматичного фокусування (3D-стеження, визначення осіб)
- Функція «Активний D-Lighting», контроль над «віньєтуванням» і додаткові функції редагування зображення
- Автоматична корекція хроматичних аберацій
- Передустановки Picture Control
- Збільшена швидкість безперервної зйомки і більший буфер пам'яті
- Слайдшоу Pictmotion

## Основні функції
- 12,3-мегапіксельний CMOS-датчик зображення формату DX дозволяє отримувати дуже детальні зображення та зберігати виключну різкість у збільшених знімках. Вбудована система самоочищення датчика мінімізує вплив пилу на якість зображення.
- Система обробки зображення EXPEED для якомога кращої швидкодії та максимальної якості зображення.
- Висока світлочутливість ISO (200-3200) з можливістю підвищення до ISO 6400 (еквівалент) або зниження до ISO 100 (еквівалент). Дозволяє використовувати менші значення витримки, значно скорочуючи ризик розмиття зображень при зйомці об'єктів, що швидко рухаються, або в умовах недостатнього освітлення.
- Функція «Активний D-Lighting» допомагає зберігати деталі зображення на ділянках надмірного освітлення й тіні, дозволяючи отримувати дивовижні знімки з природною контрастністю. Її можна активувати вручну або автоматично, а також вибрати один з чотирьох рівнів, включаючи «Екстра високий».
- Функція Picture Controls дозволяє швидко та легко налаштовувати зовнішній вигляд та передавати настрій зображень. Оберіть один з шести режимів: «Стандартний», «Яскравий», «Нейтральний», «Монохромний», «Портрет» і «Пейзаж».
- Система розпізнавання сцени з функцією розпізнавання обличчя поєднує дані, що було отримано з фотокамери, датчиків заміру й автофокусування, з метою отримання точної експозиції й високої чіткості зображень, а також розпізнає обличчя людей під час зйомки портретів або групових знімків і допомагає відобразити природні відтінки шкіри.
- Удосконалена швидкість автофокусування за допомогою універсальної 11-точкової системи АФ сприяє швидкому й точному покриттю кадру. Функція вибору зони АФ задовольнить будь-яким умовам зйомки; вона включає до себе можливість автофокусування з 3D-стеженням, що дозволяє корегувати композицію знімку після фокусування на об'єкті.
- «Живий» перегляд з автофокусуванням дозволяє компонувати зображення за допомогою РК-монітора. Підтримуються три режими АФ: АФ з пріоритетом обличчя для зйомки портретів (розпізнає до п'яти облич в кадрі), АФ з широкою зоною АФ для зйомки «з рук» і АФ зі звичайною зоною АФ для зйомки зі штативом.
- Відеоролики в форматі Motion JPEG можна знімати за допомогою інноваційної функції D-Movie. Великий датчик камери (який є значно більшим у порівнянні з датчиками типових споживчих портативних відеокамер), і висока чутливість ISO забезпечують виключну якість зображень. Перенесіть фотографічні методики до процесу створення відеороликів за допомогою численних змінних об'єктивів NIKKOR, від «риб'ячого ока» до ширококутових і супертелефотооб'єктивів, а також об'єктиву Micro NIKKOR для зоймки надзвичайно великих планів.
- 3-дюймовий РК-монітор високої роздільної здатності 920000 точок з широким кутом огляду 170 градусів полегшує використання функції «Живий» перегляд.
- Функція «Додаткові сюжетні режими» автоматично оптимізує настройки фотокамери, в тому числі «Picture Controls» і «Активний D-Lighting», придатно до популярних стилів, ефектів і місць зйомки. Виберіть один з режимів: «Портрет», «Пейзаж», «Великий план», «Спорт» або «Нічний портрет».
- Видошукач з яскравою пентапризмою, що забезпечує 96% охоплення кадру, і базовою точкою візуалізації 19,5 мм для створення точної композиції.
- Швидкий відклик — увімкнення приблизно через 0,15 секунди, зйомка через 65 мілісекунд після спуску затвора, швидкість зйомки 4,5 кадри в секунду.
- Багатофункціональне меню редагування, до складу якого увійшли функції «Риб'яче око», «Керування спотвореннями» і «Вирівнювання», дозволяє створювати численні фотографічні ефекти. При цьому оригінальне зображення залишається незмінним, а у фотокамері швидко й просто створюється його копія для редагування та виправлення безпосередньо в камері.
- Розширені функції перегляду, в тому числі вбудований показ слайдів Pictmotion, 72-кадрове відображення ескізів, перегляд календаря й відображення гістограм, що дозволяє переглядати гістрограми збільшених ділянок зображення.